# Hereafter
Hereafter er en amerikansk drama-fantasy film fra 2010 instrueret af Clint Eastwood og produceret af Steven Spielberg, efter et manuskript af Peter Morgan.
Morgan solgte manuskriptet til DreamWorks i 2008, men det blev overført til Warner Bros da Eastwood (som har en mangeårig forbindelse med Warner Bros) havde underskrevet direkte i 2009. Hovedfotograferingen løb fra oktober 2009 til februar 2010 på locations i London, San Francisco, Paris og Hawaii.
Herefter havde premiere som en "Speciel Presentation" på 2010 Toronto International Film Festival i september 2010. Filmen fik en begrænset udgivelse den 15. oktober 2010; filmen blev udgivet landsdækkende i Nordamerika den 22. oktober 2010 og den 3. februar i Danmark.

## Handling
Filmen fortæller tre parallelle historier om tre personer, der berøres af døden på forskellige måder; Matt Damon spiller en amerikansk fabriksarbejder ved navn George, som på en eller anden måde er i stand til at kommunikere med de døde, Cécile de France spiller den franske tv-journalist Marie, der overlever en tsunami og Frankie og George McLaren spiller Marcus og Jason, en engelsk dreng og hans ældre tvillingebror. Bryce Dallas Howard, Lyndsey Marshal, Jay Mohr og Thierry Neuvic har biroller.

## Medvirkende
- Matt Damon som George Lonegan, en amerikansk fabriksarbejder og "et tilbageholdende medium [...] der kan tale med de døde, men foretrækker at lade vær".[2][3] Damon medvirkede tidligere i Eastwood's Invictus, og blev castet i Herefter fordi Eastwood var så imponeret af ham.[4] Den oprindelige Herefter produktionsplan stødte sammen med Damons optagelser til The Adjustment Bureau, så han mailede Eastwood, hvor han forslog at instruktøren gav rollen som George til enten Christian Bale, Casey Affleck, Hayden Christensen eller Josh Brolin. I stedet ændrede Eastwood optagelsernes tidsplan for at imødekomme Damon, så skuespilleren var i stand til at fuldføre de to film.[5]
- Cécile de France som Marie Lelay, en fransk tv-journalist, der overlever en tsunami.[2][6]
- Frankie og George McLaren som Marcus og Jason, tvillingebrødre. Jason bliver dræbt i en bilulykke tidligt i filmen, og Marcus forsøger senere at kontakte ham i efterlivet.[7] Eastwood valgt de to skuespillere til at spille de to brødre på trods af de aldrig har spillet skuespil før, fordi han ikke ønskede "børneskuespillere, der var "blevet overinstrueret i Child Acting 101"."[5]
- Lyndsey Marshal som Jackie, Marcus og Jason's stofafhængige enlig mor.[6]
- Thierry Neuvic som Didier, Maries elsker. Neuvic var på ferie i Korsika i september 2009, da han blev kaldt til audition til en rolle i filmen. Hans audition, som fandt sted i på et hotel i Paris, varede 15 minutter, og han læste to scener op for Eastwood. De fleste af Neuvic's scener blev filmet i Paris.[8]
- Bryce Dallas Howard som Melanie, en kvinde, med hvem George forsøger at starte et forhold.[5][9]
- Mylène Jampanoï [10] som Reporter Jasmine
- Jenifer Lewis [11] som Candace, Christos 'nabo, om hvem han fortæller om George's psykiske læsning, hun kommer til at bede om hans hjælp for at kontakte sit døde barn.
- Marthe Keller som læge og direktør for et hospice i Schweiz, der taler med Marie.
- Jay Mohr som Billy Lonegan, Georges storebror.[12]
- Derek Jacobi optræder som sig selv i en cameo.[13] Han læser Charles Dickens ' Little Dorrit på London Book Fair.
- Niamh Cusack[14], som Marcus plejemor
- George Costigan som Marcus plejefar
- Richard Kind som Christos Andrews, en af Billy's velhavende samarbejdspartnere, der anmoder Billy om at få hjælp af Georges psykiske evner.
- Jean-Yves Berteloot som Michel, Maries udgiver.
- Steven R. Schirripa som Carlos, en madlavningsinstruktør